# 円慶寺 (松戸市)
圓慶寺（えんけいじ）は、千葉県松戸市にある天台宗の寺院。

## 歴史
創建年代は不明であるが、法印甚栄によって開山された。1662年（寛文2年）造立の地蔵菩薩や1675年（延宝3年）造立の庚申塔があることから、江戸時代初期には既に存在していたものと推測される。
幕末の火災で焼失したため、同市小金の東漸寺の「開山堂」を移築し、本堂とした。この本堂は現在も残っている。
当寺の元々の所在地は「松戸市松戸1676」であり、「宗教法人圓慶寺」の主たる事務所もそこにあるが、2002年（平成14年）に当寺霊園「寿源園」（松戸481-1）を完成させてからは、活動拠点を霊園の方に移している。本尊や什器も移している。
当寺の本尊は大日如来である。像高は8尺4寸5分（約320cm）で、その大きさから松戸市より文化財指定の打診を受けたが、修復が制限されるので辞退している。

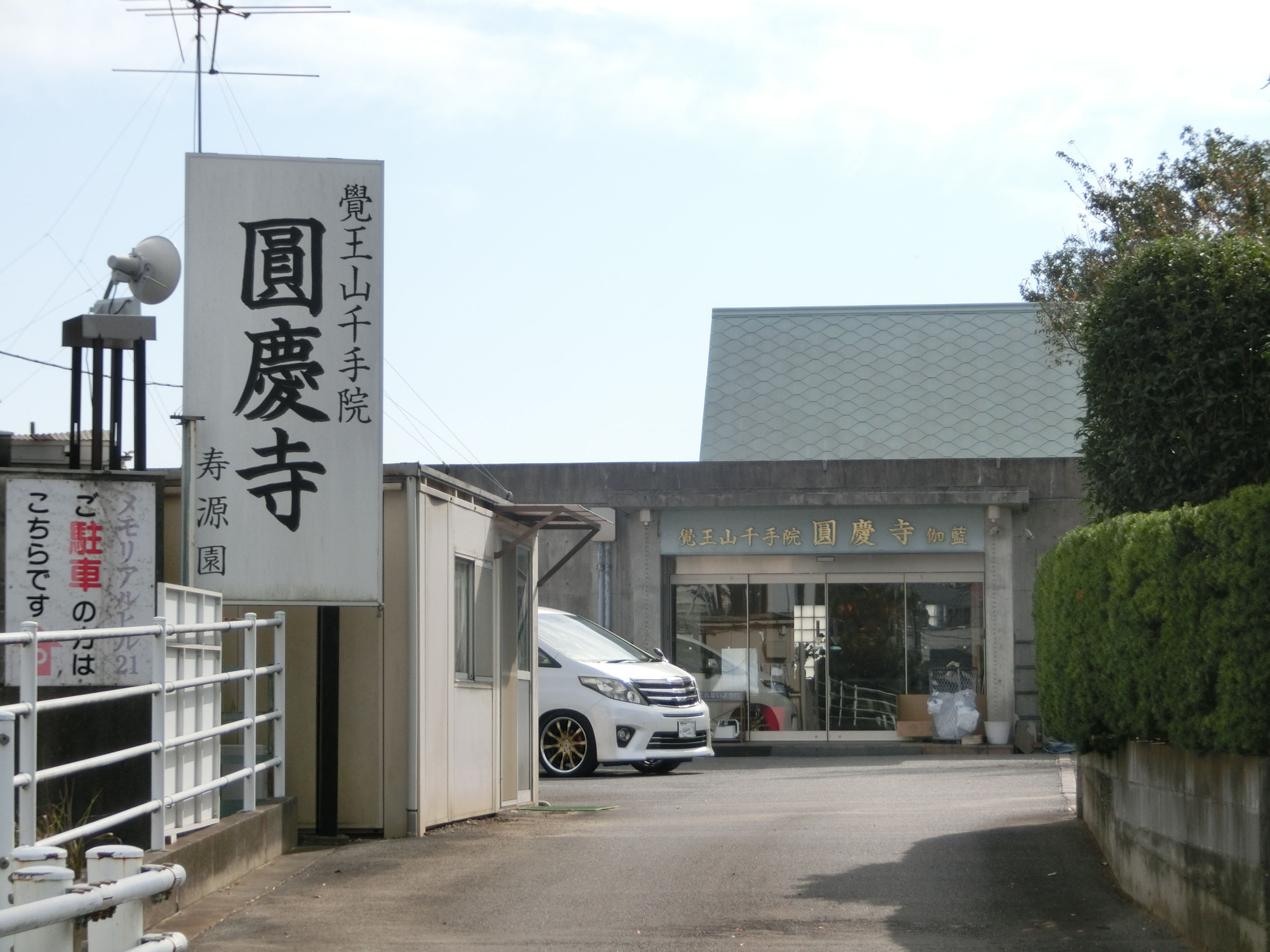
寿源園

## 交通アクセス
- 松戸駅より徒歩12分。